# Роджер Вільямсон
Роджер Вільямсон (англ. Roger Williamson; 2 лютого 1948 — 29 липня 1973) — британський автогонщик, помер під час Гран-прі Нідерландів 1973 року.

## Біографія
Вільямсон народився 22 лютого 1948 року в Ашбі, Англія. Він переміг в Чемпіонаті Британії Формула-3 у 1971 та 1972 роках. В 1973 він був запрошений у команду March Engineering.

## Смерть
Після його дебюту на Гран-прі Великої Британії, його наступним Гран-прі було Гран-прі Нідерландів 1973. На його 8 колі вибух передньої лівої покришки спричинив аварію. Його машина перевернулася і охопилась вогнем. Сам Вільямсон під час аварії не постраждав, але він не міг самостійно вибратись з перекинутої машини, що горіла. Перегони не були зупинені, було лише вивішено жовті прапори в зоні аварії.
Напарник Вільямсона, Девід Перлі, майже зразу зупинився і побіг на допомогу. Він намагався загасити полум'я, перевернути болід і витягнути товариша. Але сили однієї людини виявилося замало. Маршали, що не мали вогнетривких костюмів, не змогли прийти на допомогу. Пожежна машина прибула лише через 8 хвилин, але було вже пізно. Роджер Вільямсон помер не від травм чи опіків, а від задухи та недостачі кисню.

## Вшанування пам'яті
У 2003, на тридцятиріччя фатальної катастрофи, на автодромі Донінгтон Парк у його рідному Лестерширі був встановлений його бронзовий пам'ятник.